# 誓い (映画)
『誓い』（ちかい、原題：Gallipoli）は1981年のオーストラリアの映画。ガリポリの戦いに参戦する二人の青年を描いた戦争ドラマ。ピーター・ウィアーが監督を行い、『マッドマックス』で一躍有名になったメル・ギブソンが主演を務めた。
同年のオーストラリア・アカデミー賞で、作品賞・監督賞・主演・助演男優賞など多数の賞を獲得した。

## 製作
監督は、1975年公開の『ピクニックatハンギング・ロック』で、美しい映像表現が注目されたピーター・ウィアーが行った。同作で撮影監督を務めたラッセル・ボイドが、本作でもウィアーとタッグを組み、オーストラリア撮影監督協会賞を受賞している。
主演には、1979年公開の『マッドマックス』で一躍注目を集めた、当時25歳のメル・ギブソンが抜擢された。『マッドマックス』はハリウッドで注目されたものの、ギブソンは1987年の『リーサル・ウェポン』シリーズに出演するまでは、主にオーストラリアの俳優として活動していた。
作品構成は前半・後半で大きく要素が異なり、前半はオーストラリアの雄大な風景を舞台に、ギブソン演じる主人公と仲間の青年たちが、軍隊に志願するか否かを悩む青春ドラマが描かれ、後半はイメージしていた憧れの戦場とは全くかけ離れた、凄惨で無慈悲な戦争の現実を描いた作品となっている。

## ストーリー
1915年、第一次世界大戦下のオーストラリア。徒競走が得意な二人の青年フランクとアーチーは、志願兵で構成されるイギリスへの援軍アンザック軍団に入隊する。フランクは歩兵隊、アーチーは騎兵隊に配属されるが、二人はトルコのガリポリで再会し共に塹壕で戦うことになる。足が速いフランクは伝令係に任命される。総攻撃が始まる最中、重要な情報の伝令任務を下されたフランクは、味方を救うため激戦地帯を走り抜ける。

## キャスト
- フランク - メル・ギブソン
- アーチー - マーク・リー
- ジャック - ビル・カー
- ビリー - ロバート・グラブ（英語版）
- スノーイ - デヴィッド・アーギュ（英語版）
- バーニー - ティム・マッケンジー
- ストックマン - ヒース・ハリス
- バートン少佐 - ビル・ハンター

## 評価

### 興行成績
制作費およそ300万ドルに対し、オーストラリアでは1,100万ドル以上の収益を上げ、アメリカでも500万ドル以上の収益を得た。本作はオーストラリア国内で非常に好評で、2008年にムービーマーシャルが行った集計では、歴代12位にランクインした。また2009年のオーストラリアの興行収入報告書によれば、本作の興行収入を2009年のオーストラリアドルに換算したところ、A$38,037,600ドルとなり、これは換算後の試算でオーストラリアの歴代興行収入5位に入るとしている。
なお、米国では1981年の興業収益ランキングで77位に留まっており、同年1位の『レイダース/失われたアーク《聖櫃》』は2億1000万ドル以上を稼いでいる。

### 受賞とノミネート
オーストラリアをはじめ、多くの賞を受賞、ノミネートされた。主な受賞歴を記す。
- オーストラリア映画テレビ芸術アカデミー賞（AACTA Award）

受賞 - 主演男優賞（メル・ギブソン）、助演男優賞（ビル・ハンター）、作品賞、監督賞、脚本賞、撮影賞、編集賞、音響賞
ノミネート - 主演男優賞（マーク・リー）、助演男優賞（ビル・カー）、美術賞、衣装デザイン賞
- オーストラリア撮影監督協会賞（ACS Award）

受賞 - 撮影監督オブザイヤー（ラッセル・ボイド）
- オーストラリア作家組合産業イベント賞（AWGIE Award）

受賞 - 長編映画部門オリジナル脚本賞（デビッド・ウィリアムソン）
- ゴールデングローブ賞

ノミネート - 最優秀海外作品賞
- ナショナル・ボード・オブ・レビュー

NBR賞 - ベスト10に選出
- ヴェネチア映画祭

ノミネート - 金獅子賞（ピーター・ウィアー）